# Caristo
Caristo (em grego:  Κάρυστος) é uma pequena cidade costeira na ilha grega de Eubeia, com 13 602 habitantes, segundo dados do censo 2001.
Seguindo o plano de reforma administrativo, Kallikratis em vigor desde janeiro de 2011, que eliminou um número de prefeituras e municípios se fundiram, a superfície da cidade é atualmente de 675 km ² e a população cresceu de 7 144 para 13 602 habitantes.

## História
Aparentemente, Caristo permaneceu habitada durante o início da Idade Média. Como parte do tema da Hélade, foi também a residência de um bispo - sufragâneo de Atenas - pelo menos desde o reinado de Leão VI, o Sábio (r. 886–912). Estava entre as cidades listadas no crisobulo de Aleixo III Ângelo de 1198, onde os venezianos foram autorizados a estabelecer estações comerciais. Em 1205 foi capturada, como o resto da ilha, por Jacques d'Avesnes, e logo se tornou a sede do terço sul (triarcado) da Eubeia sobRavano dalle Carceri.
É provável que tenha sido nessa época, com a construção do castelo de Castel Rosso (a cerca de 4 km da cidade moderna, na moderna vila de Myloi) e o aumento da pirataria, que a cidade foi transferida de sua localização costeira para o interior ao redor de Castel Rosso. A cidade permaneceu uma sé episcopal sob o domínio latino, com o bispo grego permanecendo no cargo; em 1222, porém, foi fundido com o Bispado de Euripos (Chalcis). Em 1276/7, foi reconquistada pelos bizantinos sob o governo de Licário e mantida até 1296, quando foi recuperada por Bonifácio de Verona. Em 1318 passou para as mãos dos catalões como parte do dote de Marulla de Verona por seu casamento com Alfonso Fadrique. A cidade era cobiçada pelos venezianos, que já em 1339 se ofereceram para comprá-la; as negociações se arrastaram até 1365, entretanto, e somente em 1366 Caristo finalmente passou para o controle veneziano, quando Bonifácio Fadrique vendeu o baronato à República. Após a conquista da Eubeia pelo Império Otomano em 1470, a Sé Ortodoxa local foi reativada como parte da Metrópole de Euripos.

## Locais turísticos
- A fortaleza veneziana de Bourtzi reconstruída, construída no século 13 na praia oriental da cidade.
- As ruínas do castelo veneziano chamado Castello Rosso construído em 1030 e antigas pedreiras de mármore, ambos no vilarejo próximo de Myloi.
- A Câmara Municipal, construída no final do século XIX.
- Um pequeno museu hospedado pelo Centro Cultural Yokaleion, com coleções de esculturas e cerâmica da era helenística e romana.
- Os mosteiros ortodoxos de Taxiarches, St. George e St. Mavra.
- A Gruta de Agia Triada está localizada no sopé do Monte Ochi, a 50 m da Igreja de Agia Triada, e a cerca de 3 km da vila de Kalyvia. É a maior caverna do sul de Evia. A presença humana na caverna é datada do início do período Neolítico (do mais antigo até a data na área), o final do Neolítico II e o início da Idade do Bronze, embora existam evidências esporádicas de seu uso em tempos históricos.
- A área montanhosa do Monte. Ochi.
- Cape Cavo D'Oro.

## Galeria

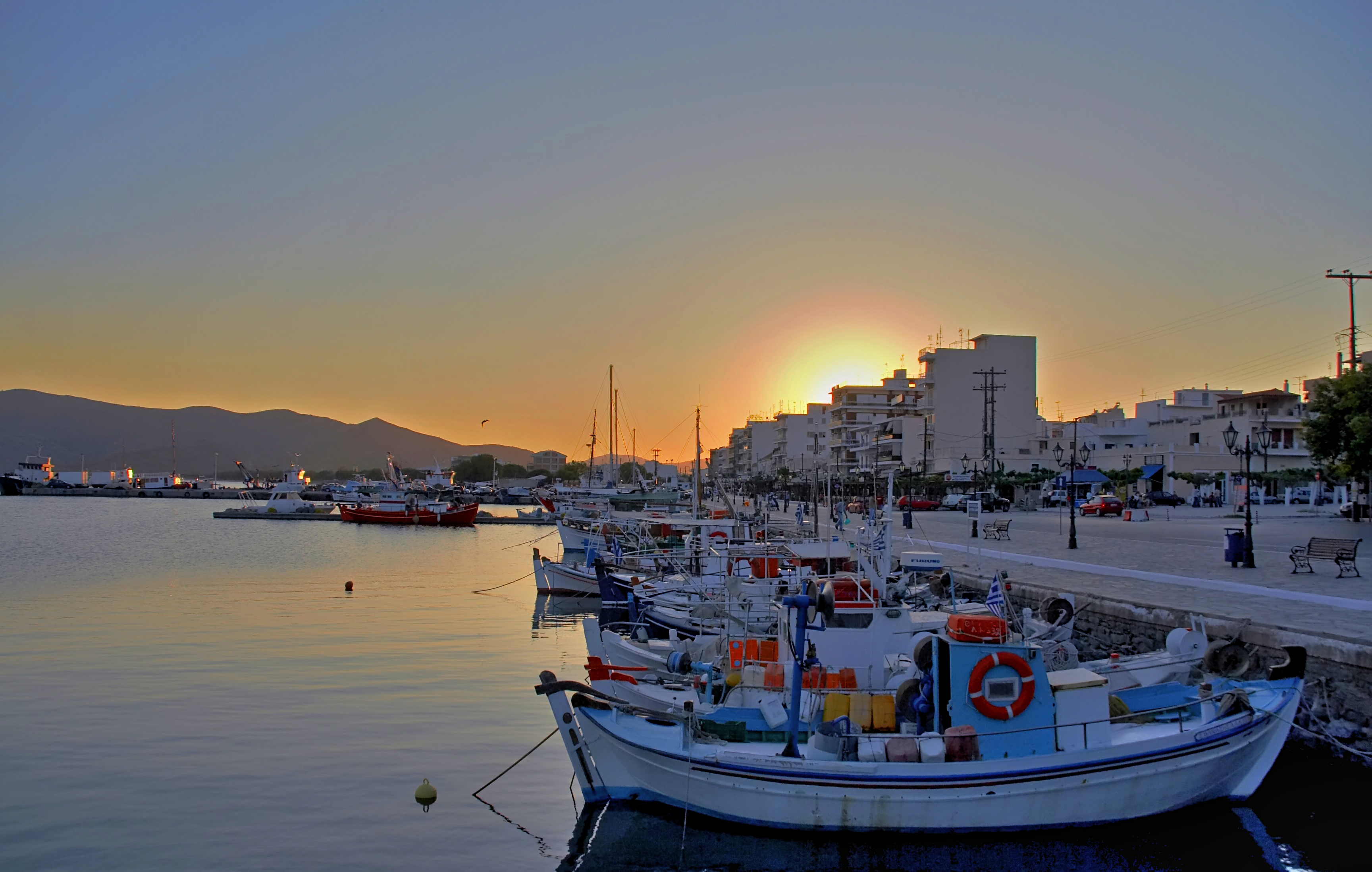
Porto da cidade.
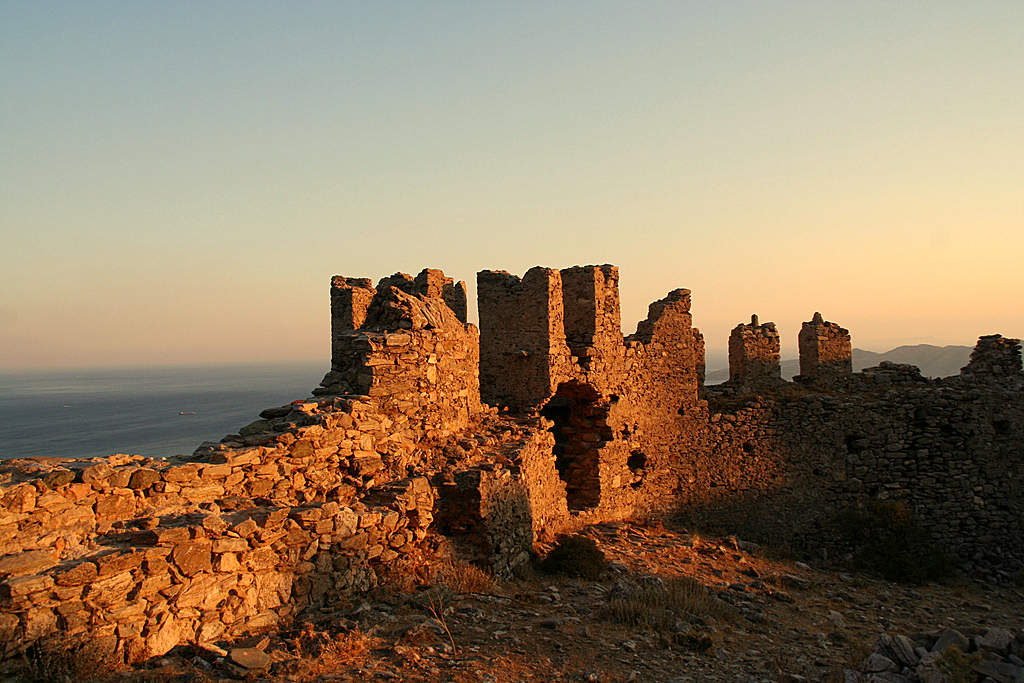
Castello Rosso.
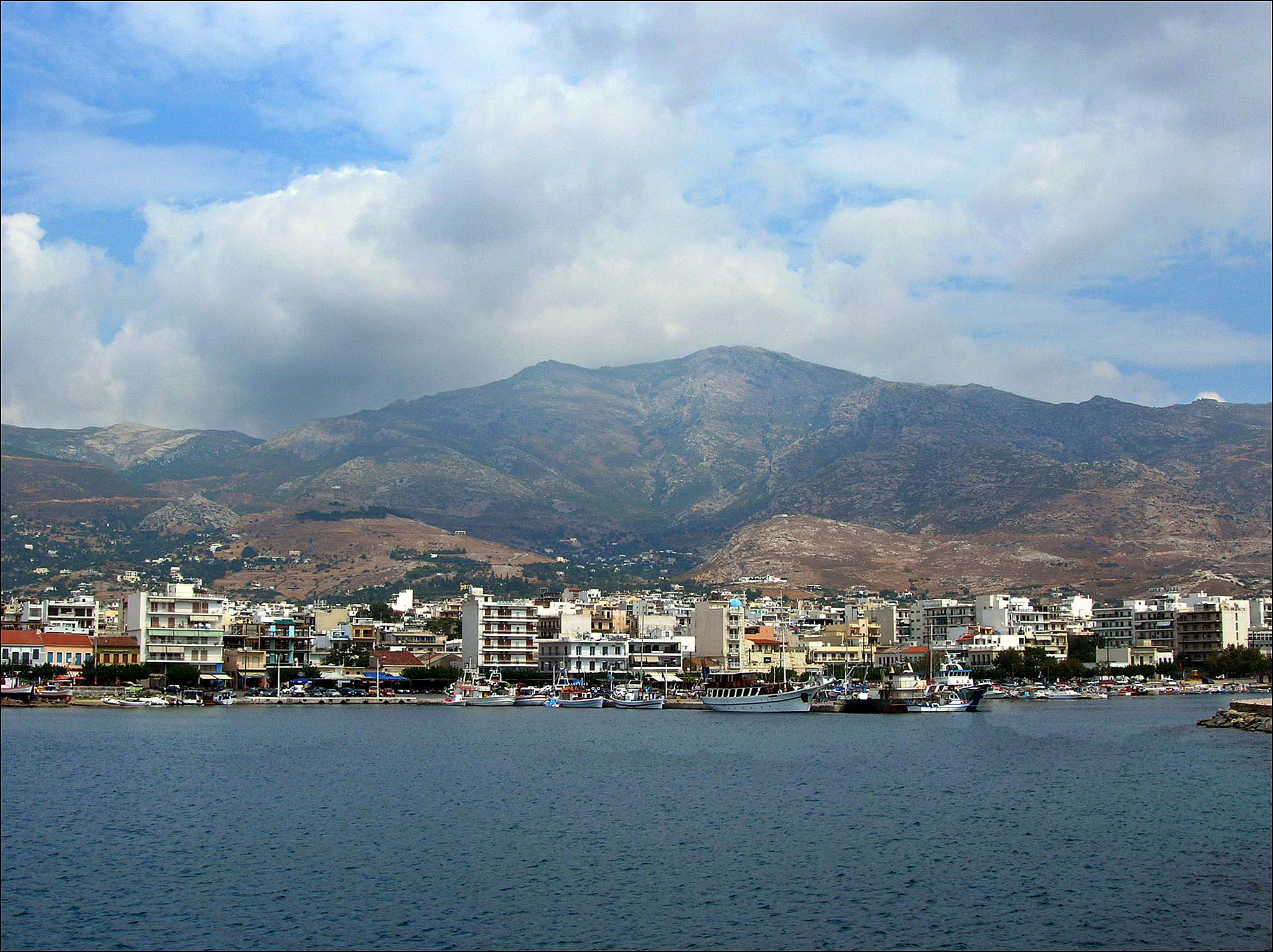
Vista do mar.
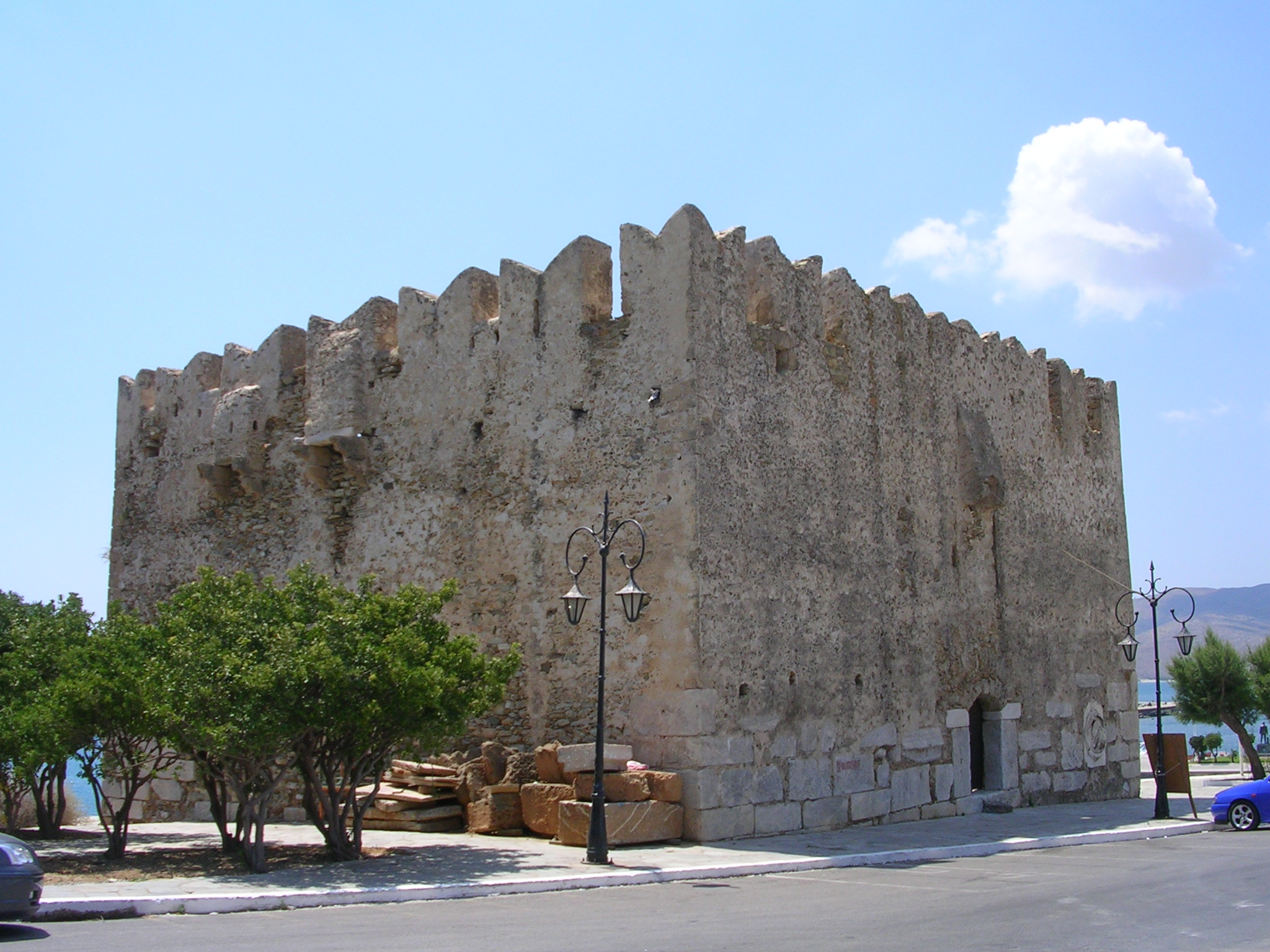
Bourtzi castle.
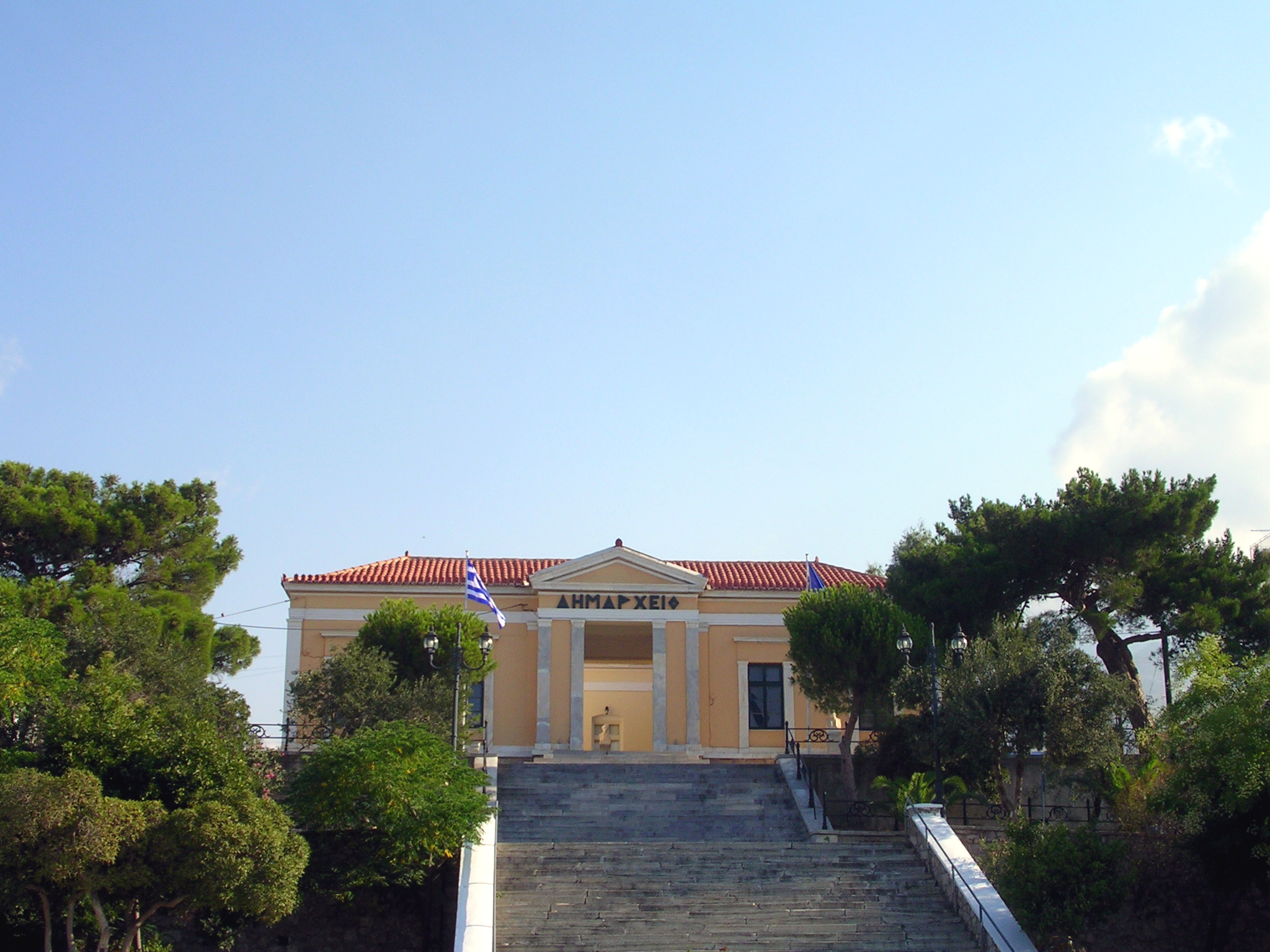
Câmara Municipal.